# Озернянська сільська рада (Білоцерківський район)
| Озернянська сільська рада — орган місцевого самоврядування у Білоцерківському районі Київської області з адміністративним центром у с. Озерна. Історична дата утворення: в 1920 році. Сільській раді підпорядковані населені пункти: - с. Озерна - с. Коржівка - с. Межове |

## Склад ради
Рада складається з 20 депутатів та голови.

### Керівний склад ради
| ПІБ                        | Основні відомості                              | Дата обрання | Дата звільнення |
| -------------------------- | ---------------------------------------------- | ------------ | --------------- |
| Антонюк Володимир Іванович | Сільський голова, 1952 року народження, освіта | 26.03.2006   | 31.10.2010      |

Примітка: таблиця складена за даними джерела